# 京極高晴
京極 高晴（きょうごく たかはる、1938年〈昭和13年〉1月18日 - 2024年〈令和6年〉5月6日）は、豊岡京極家15代当主。第10代靖国神社宮司。

## 生涯
1938年（昭和13年）、東京市渋谷区生まれ。1943年（昭和18年）、兵庫県豊岡市に疎開。兵庫県立豊岡高等学校(1957年)、東京大学法学部(1961年)を卒業。日本郵船事業部長を経て、氷川丸マリンタワー社長、関東曳船社長などを歴任。
2009年6月15日から2013年1月18日まで靖国神社宮司を務めた。前任者の南部利昭に続いて神職経験のない宮司であった。
日本会議の代表委員も務めた。
2024年5月6日、硬膜下血腫のため死去。86歳没。

## 人物
- 父の高光は杞陽の号を持つ俳人であり、高晴本人も俳句をたしなんでいる。
- 崇仁親王妃百合子の妹にあたる京極桃子（2024年没）の夫である京極高晴（1923-2002、旧丸亀藩京極家京極高修の長男）は同姓同名の別人である。